# Bukari
Pour les articles homonymes, voir Bukari (homonymie).
Bukari est un village du Cameroun situé dans l’arrondissement de Bafut, le département de Mezam et la Région du Nord-Ouest. C'est l'un des plus anciens villages du royaume de Bafut.

## Population
Lors du recensement de 2005, on y a dénombré 1 772 habitants.